# Catharina van Hemessen

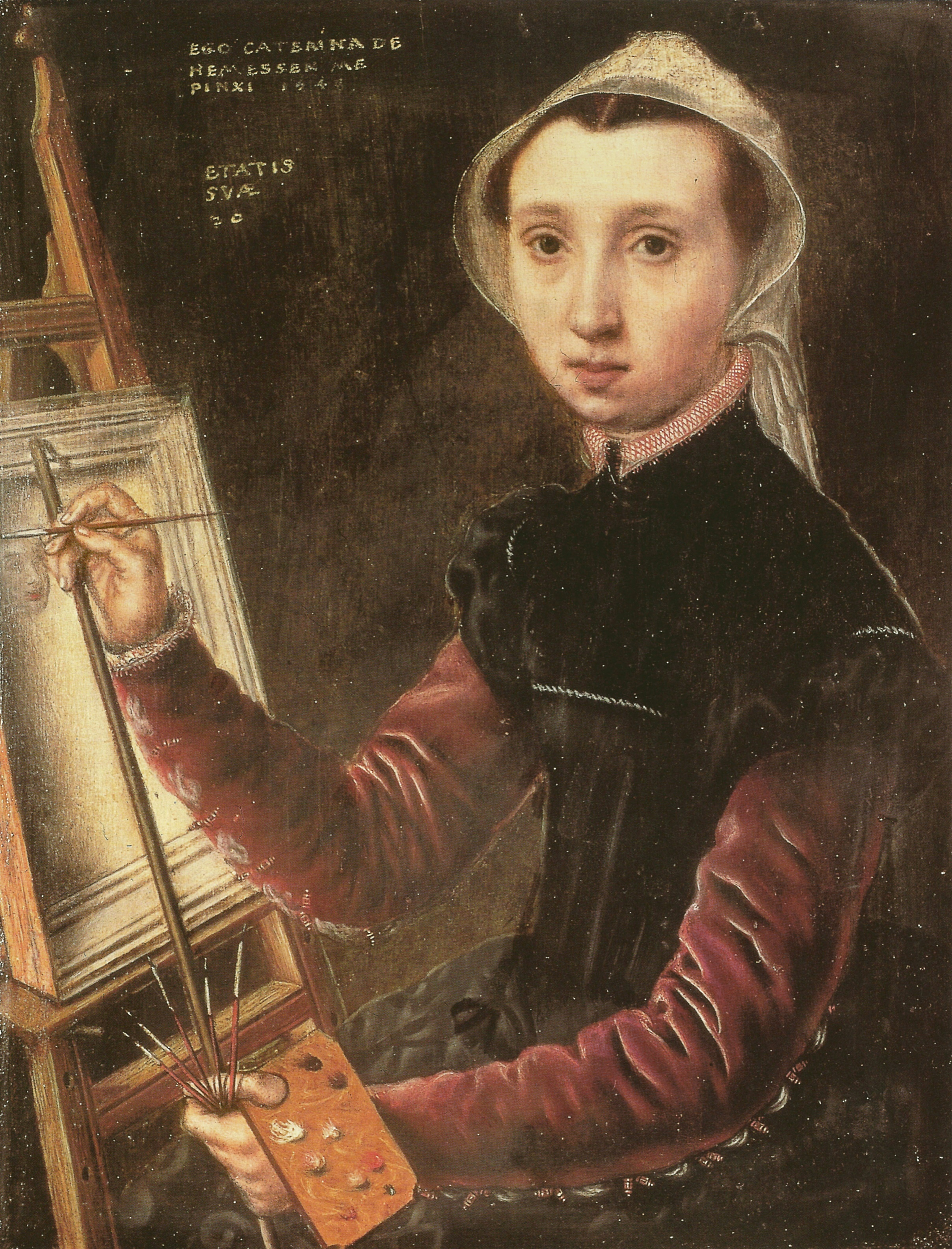
Autorretrato, óleo sobre tabla, 32 x 25 cm. Firmado «ego caterina de/ hemessen me / pinxi 1548 // etatis suae / 20». Museo de Arte de Basilea.

Catharina van Hemessen (Amberes, c. 1527/1528-después de 1578) fue una pintora flamenca, hija de Jan Sanders van Hemessen. Especializada en retratos, destaca su propio Autorretrato ante el caballete fechado en 1548 (Museo de Arte de Basilea y Museo del Hermitage de San Petersburgo), el primer autorretrato femenino conocido, y la primera ocasión en que un artista se representaba a sí mismo sentado ante el caballete, actitud repetida más tarde por otros muchos artistas, tanto masculinos como femeninos.

## Biografía y obra
Formada probablemente con su padre, gozó de la protección de María de Hungría, hermana del emperador Carlos V y gobernadora de los Países Bajos. En 1554 contrajo matrimonio con Christian de Morien, organista de la catedral de Amberes, siendo posible que abandonase la pintura a partir de este momento, pues no se conocen pinturas firmadas posteriores a esta fecha. Tras renunciar María al gobierno de los Países Bajos, en 1556, los esposos viajaron con su corte a España. En 1558 murió la gobernadora en Cigales (Valladolid) dejando a Catharina una espléndida recompensa según Ludovico Guicciardini, que la menciona como destacada artista y aún viva en su Descrittione (...) di tutti i Paesi Bassi (1566).
De Catharina se conocen firmados algunos retratos de pequeñas dimensiones, en su mayor parte femeninos y sobre fondo neutro, fechados entre 1548, como su propio autorretrato o el retrato de una mujer joven tocando el virginal (Colonia, Alemania, Museo Wallraf-Richartz), firmado «Caterina de Hemessen Pingebat 1548. Aetatis Suae 22», y 1552, año en que aparece fechado el retrato de un hombre de Londres, The National Gallery, firmado en capitales «catharina. filla / ioannis de hemes / sen pingebat /.1552.»

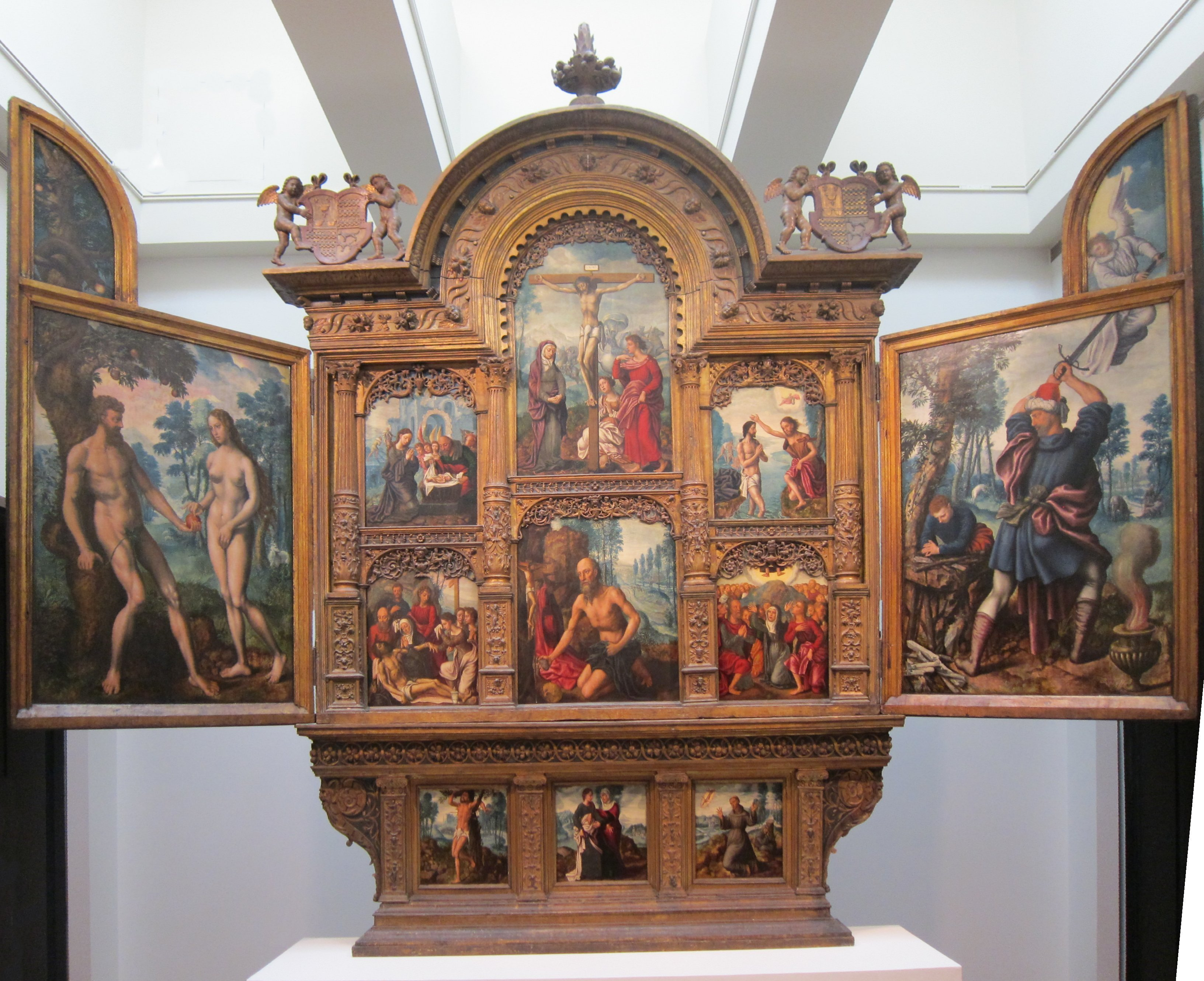
Retablo de Tendilla, Cincinnati Art Museum.

En cuanto a la pintura religiosa, desde 2022 se encuentra expuesta en préstamo en el museo Mauritshuis de La Haya una tabla, fechada hacia 1550, con el Descanso en la huida a Egipto, firmada a la izquierda sobre una roca: «CATHARINA/DE HEMES/SEN PINGE/BAT». Podría, además, haber tenido alguna participación en el llamado retablo de Tendilla (Cincinnati Art Museum), procedente del extinguido monasterio jerónimo de Santa Ana de la citada villa alcarreña, atribuido por Max J. Friedländer a Jan Sanders van Hemessen. Los escudos labrados en madera en lo alto del retablo corresponden a los Arellano y a los Sotomayor, emparentados los primeros con los Mendoza, patronos de una capilla en el monasterio. Obra del taller, en la que se distingue más de una mano, el retablo pudo ser pintado hacia 1550 y con Catharina se han relacionado las pinturas del cuerpo central y la predela.